# Pop Will Eat Itself
Pop Will Eat Itself (znany również pod skrótem PWEI) – angielski zespół muzyczny założony w Stourbridge w 1986 roku.

## Dyskografia
- Box Frenzy (1987)
- Now for a Feast! (1988)
- This Is the Day...This Is the Hour...This Is This! (1989)
- Cure for Sanity (1990)
- The Looks or the Lifestyle? (1992)
- Weird's Bar and Grill (Live) (1993)
- 16 Different Flavours of Hell (Best of) (1993)
- Dos Dedos Mis Amigos (1994)
- Two Fingers My Friends! (1995)
- Wise Up Suckers (BMG best of) (1996)
- The Radio 1 Sessions 1986-87 (1997)
- PWEI Product 1986-1994 (Anthology) (2002)
- Reformation: Nottingham Rock City 20.01.05 (2005)
- Reformation: Birmingham Carling Academy 22.01.05 (2005)
- Reformation: Birmingham Carling Academy 23.01.05 (2005)
- Reformation: London Shepherds Bush Empire 24.01.05 (2005)
- Reformation: London Shepherds Bush Empire 25.01.05 (2005)
- The Best Of (2008)
- New Noise Designed by a Sadist (2011)
- Anti-Nasty League (2015)